# Doris Runge

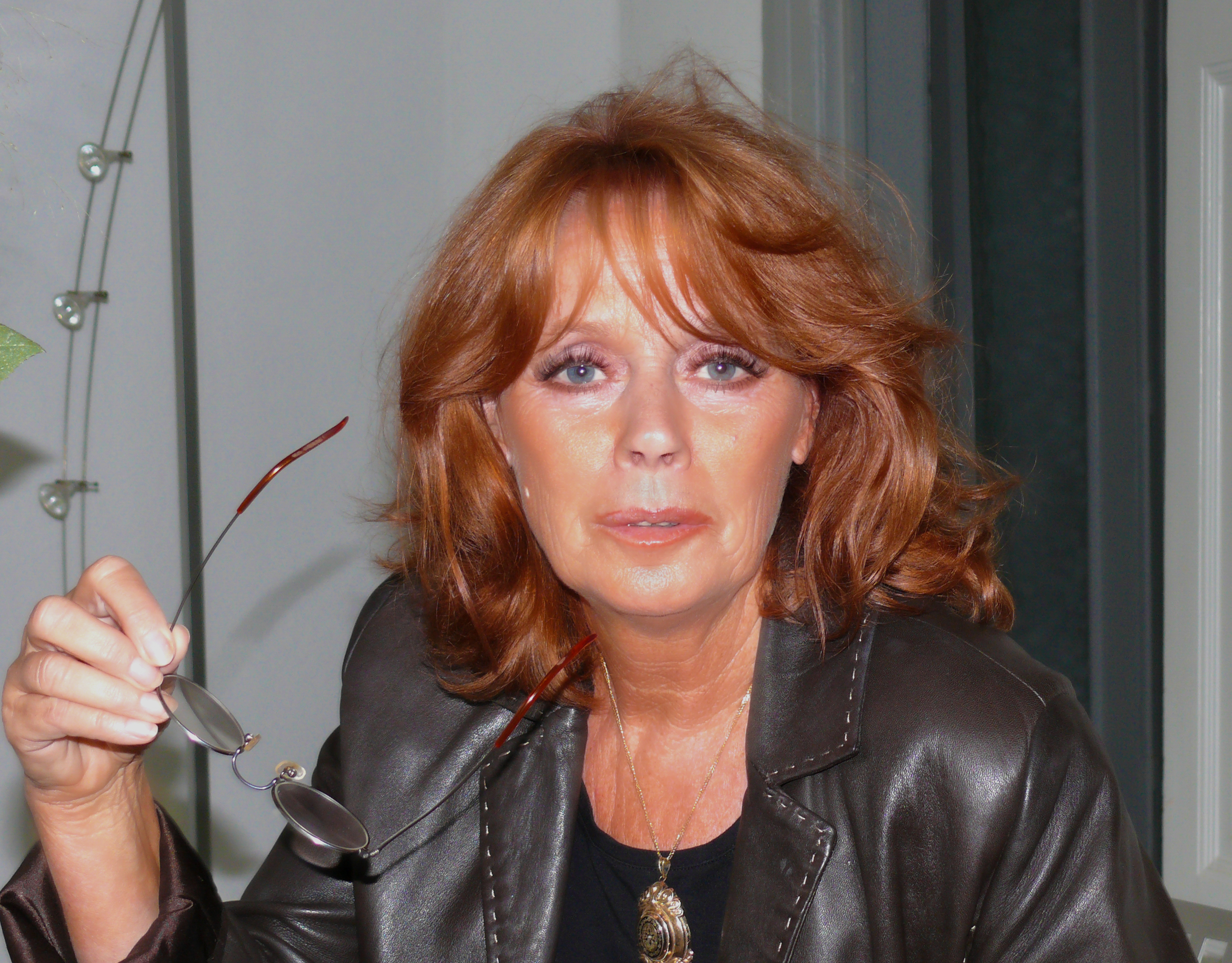

Doris Runge (Carlow, 15 de julio de 1943) escritora alemana. 
Hija de un industrial expropiado tras la Segunda Guerra Mundial, su familia se instaló en Neukirchen en Schleswig-Holstein en 1953. Fue al colegio en Oldenburg y Lubeck y siguió estudios superiores en Kiel y se hizo profesora. Se casó con el pintor Jürgen Runge (1929-1992) del que se divorció en 1981. La pareja vivía parcialmente en Ibiza desde los años 1970. Doris Runge regresó más tarde a Alemania, a la llamada Weißen Haus (Casa Blanca) situada en Cismar en Holstein.

## Distinciones
- 1985, Premio Friedrich Hebel
- 1997, Premio Friedrich Hölderlin
- 1998, premio artístico estatal de Schleswig-Holstein
- 1998, Liliencron de poesía de la Universidad Christian Albrecht de Kiel
- 1999, profesora  de poesía de la Universidad Otto-Friedrich de Bamberg
- 2007, Premio literario Ida Dehmel
- 2009, prefosora estatal de Schleswig-Holstein[1]

## Obra
- Kunst-Märchen, Berlín, 1977
- Liedschatten, Cismar, 1981
- Jagdlied, Stuttgart, 1985
- Der Vogel, der morgens singt, Cork, 1985
- Kommt Zeit, Stuttgart, 1988
- Wintergrün, Stuttgart, 1991
- Grund genug, Stuttgart, 1995
- Welch ein Weib ! , Stuttgart, 1998
- Trittfeste Schatten, Stuttgart, 2000
- Du also, Múnich, 2003
- Die Dreizehnte, Múnich, 2007